# Isomira murina
Espèce
Isomira murina est une espèce d'insectes de l'ordre des coléoptères, de la famille des ténébrions.

## Synonymes
- Chrysomela murina Linnaeus, 1758[1]
- Isomira maura Fabricius, 1792[1]